# Distretto di Pararca
Il distretto di Pararca è uno dei dieci distretti della provincia di Paucar del Sara Sara, in Perù. Si trova nella regione di Ayacucho e si estende su una superficie di 57,91 chilometri quadrati.

Ha per capitale la città di Pararca e nel censimento del 2005 contava 628 abitanti.